# Villa Sadi-Carnot
La villa Sadi-Carnot est une voie du 19e arrondissement de Paris, en France.

## Situation et accès
La villa Sadi-Carnot est une voie publique située dans le 19e arrondissement de Paris. Elle débute au 40, rue de Mouzaïa et se termine au 25, rue de Bellevue.

## Origine du nom
Elle porte le nom de Sadi Carnot (1837-1894), président de la République française.

## Historique
Cette voie est classée dans la voirie parisienne par un arrêté municipal du 24 novembre 1992.